# Самохин, Фёдор Иванович
Фёдор Ива́нович Само́хин (12 февраля 1918, хутор Верхне-Садовский, станица Нижне-Чирская — 17 июля 1992, Бишкек) — советский, затем кыргызстанский прозаик, журналист, публицист и переводчик, автор книг для детей и юношества. За заслуги в области художественной литературы и за активное участие в пропаганде и развитии киргизской советской литературы награждён тремя Почётными грамотами Президиума Верховного Совета Киргизской ССР, признан одним из основоположников русскоязычной деревенской и лейтенантской прозы в Кыргызстане. Член Союза писателей СССР (с 1958 года).
В годы Великой Отечетсвенной войны был разведчиком партизанского отряда «Смерть фашизму!», членом бюро Нижне-Чирского подпольного районного комитета комсомола. После освобождения района от оккупации, Самохин работал главным редактором районной газеты «Колхозник Дона». По направлению Сталинградского обкома комсомола окончил курсы газетных работников в Москве, после чего стал корреспондентом «Комсомольской правды». С 1946 года жил и работал в Казахской ССР — был литсотрудником, заведующим отделом «Ленинской смены» в Алма-Ате, специальным корреспондентом газеты «Коммунист» в Джамбуле. В 1949 году обосновался в Киргизской ССР, где по 1961 год был заведующим отделом редакции газеты «Комсомолец Киргизии»; там же начал профессиональную писательскую деятельность и переводить на русский работы классиков киргизской литературы — Джоомарта Боконбаева, Касымалы Баялинова, Кубанычбека Маликова и других.
Его дебютная повесть «Мальчик из Сталинграда», повествующая о встрече в военное время местными жителями Казахской и Киргизской ССР эвакуированного населения с западных частей Советского Союза, была напечатана в альманахе «Киргизстан» в 1951 году. Несмотря на то, что работа принесла писателю премию ЦК ЛКСМ и Союза писателей Киргизии как за лучшее произведение для детей, вскоре повесть получила критику в газете «Правда», где была названа «идейно порочной» и обесценивающая работу советской власти с эвакуированными. Вместе с тем в 1954 году повесть была выпущена отдельным изданием Сталинградским книжным издательством. Следующая работа — повесть «Чолпонбай» (1958) — была выпущена Киргизским государственным издательством (в оформлении Аркадия Осташёва) и одновременно «Молодой гвардией» (в оформлении Михаила Рудакова). Повесть получила положительные оценки со стороны творческой интеллигенции республики, в том числе от Шукурбека Бейшеналиева, назвавшего работу «полноценной повестью», а Самохина — «одарённым автором». В более поздних произведениях, таких как «Чуйские разливы» (1968), писатель обращался к социально-политическим вопросам, включая последствия сталинских репрессий, однако через некоторое время возвратился к военной тематике — так, в 1975 году вышла заключительная повесть Самохина «Родина, я вернусь!», о побеге советских детей из нацистской Германии.
В энциклопедии «Фрунзе» (1984) от Академии наук Киргизской ССР Самохина причислили к русским писателям, сыгравших «заметную роль в литературной жизни» Киргизской ССР, а председатель Союза писателей Киргизии Тендик Аскаров назвал произведения писателя «неотъемлемой частью литературного процесса в республике».

## Биография

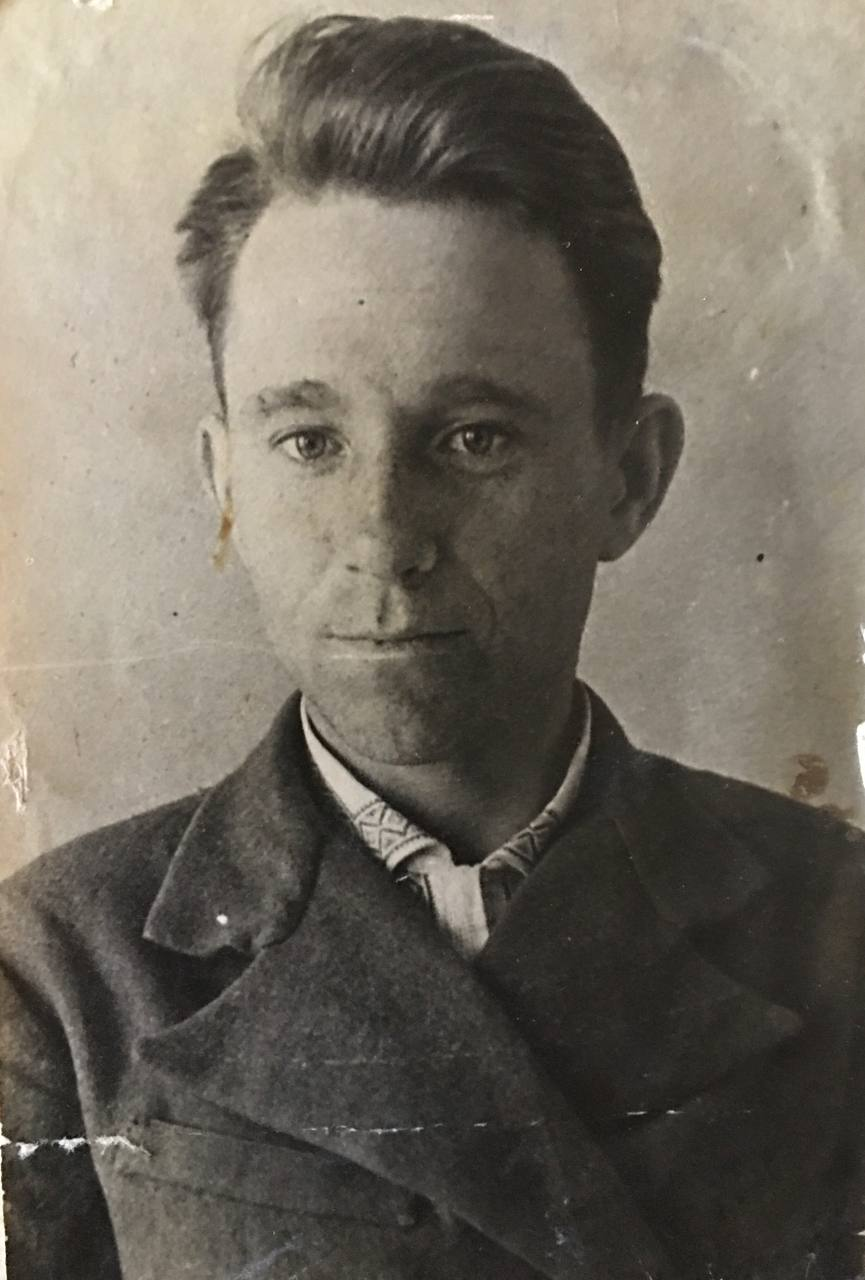
Ф. Самохин в 1938 году

Родился в хуторе Верхне-Садовский Второго Донского округа Области Войска Донского Российской Советской Республики в крестьянской семье. При записи в Нижне-Чирскую среднюю школу был сразу зачислен в третий класс. В 1934 году Фёдор вынужден оставить учёбу из-за бедственного положения семьи, стал работать учётчиком в колхозе и табельщиком в местном доме отдыха. В 1936 году вернулся на учёбу и вступил в комсомол. С 1940 по 1942 год работал старшим счетоводом Нижне-Чирского рыбного пункта. С наступлением Великой Отечественной войны Самохин не был призван на фронт по состоянию здоровья, однако добровольно ушёл в партизаны. Военный период биографии Ф. Самохина был отражён в документальных повестях историка И. М. Кандауров «Стойкость» (1983) и «Иначе они не могли» (1986). Кандауров писал, что в войну Самохин был сельским корреспондентом, активно участвовал в общественной жизни Нижне-Чирского района. Он вёл скрытную жизнь, отказавшись эвакуироваться вслед за родственниками за Волгу. 
В 1942 году по инициативе обкома комсомола на базе отряда «Смерть фашизму!» был создан подпольный Нижне-Чирский райком комсомола во главе с Клавдией Панчишкиной. Её привлекла скрытность Самохина, и, несмотря на отсутствие у него обеих ног, предложила включить его в состав подполья. По заданию Сталинградского обкома ВЛКСМ с 1942 по 1943 год Самохин стал членом бюро Нижне-Чирского подпольного райкома комсомола, разведчиком партизанского отряда «Смерть фашизму!».
Помимо разведки, Самохин участвовал в боевых операциях. В одной из таких с товарищами вывел из строя паровую мельницу и взорвал склады с зерном на левом берегу Дона: три дня они возили к мельнице мешки с горелой пшеницей, притворяясь, что стоят в очереди, а на четвёртый начали действовать. Поймав момент, когда в машинном отделении стало пусто, они подложили противотанковую мину. На следующий день в мельницу оккупанты покатили бочки с мазутом, после чего мина сработала. Поджог складов на берегу Дона занял меньше времени: дождавшись, когда единственный охранник продовольствия уснул, он и Кагальницкая подожгли облитые бензином стены и двери, после чего направились к реке. Позже Панчишкина поручила Самохину подавать сигналы ракетницей для пролетавших над станицей самолётам Советской авиации в сторону немецких объектов. 
В конце октября 1942 года немецкие войска атаковали базу отряда в балке у хутора Дёмкин — причиной стал донос одного из местных жителей, выдавшего оккупантам местоположение партизан. В четырёхчасовом бою погибло большинство участников отряда. Самохин, будучи раненым, сумел вырваться из окружения, пережил облаву и, залечив раны, продолжил подпольную работу. В первой половине ноября 1942 года Клавдия Панчишкина и Тамара Артёмова были преданы и расстреляны оккупантами. Предчувствуя скорую гибель, девушки предупредили остальных участников подполья, благодаря чему смог спастись и Самохин.

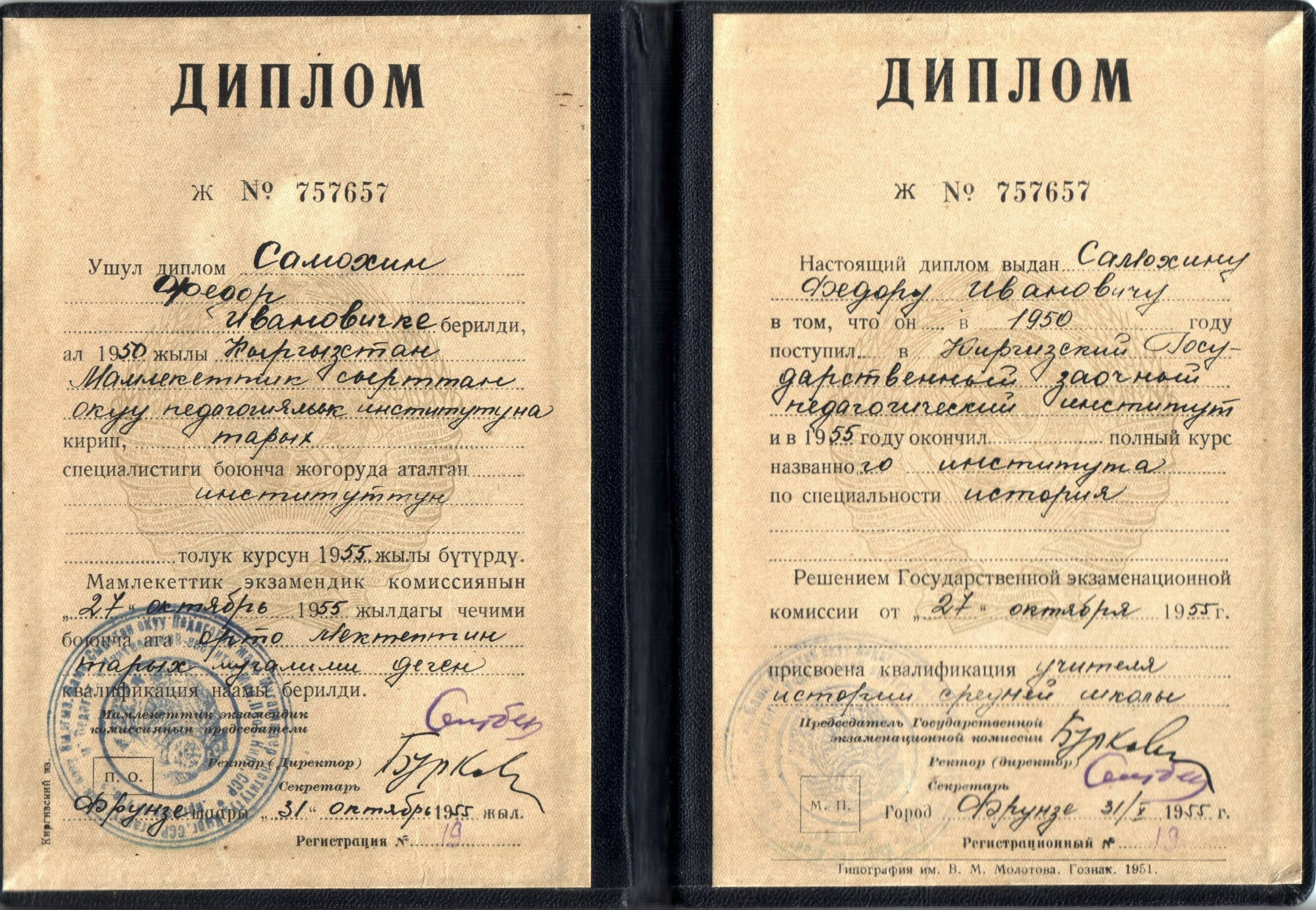
Диплом Фёдора Самохина (1955)

После роспуска отряда, Самохин с 1943 по 1944 год работал ответственным секретарём, затем редактором районной газеты «Колхозник Дона». В этом же году Фёдор Иванович стал членом ВКП(б) и вскоре Сталинградский обком комсомола направил его на курсы газетных работников в Москве при редакции газеты «Комсомольская правда», после которых в 1945 году становится её корреспондентом. Спустя год обосновался в Казахской ССР, где работал литсотрудником, заведующим отделом газеты «Ленинская смена» в Алма-Ате, с 1947 по 1949 год был специальным корреспондентом газеты «Коммунист» (Джамбульская область). В 1947 году заключил брак с Раисой Ильиничной. 
В 1949 году переехал во Фрунзе (Киргизская ССР) по 1961 год был литсотрудником, заведующим отделом редакции молодёжной газеты «Комсомолец Киргизии». Во Фрунзе семья Самохиных обзавелись тремя детьми — дочерью и двумя сыновьями. Дочь Виктория скончалась от тяжёлой болезни, сын Владимир погиб в 1969 году в горах Тянь-Шаня. Второй сын, Алексей, обосновался на Дальнем Востоке России. Как журналист Самохин много ездил по республике, знакомился с жизнью и бытом животноводов Сусамыра, строителей Токтогульской ГЭС, нефтяников из Избаскента, хлопкоробов Аравана, гидрологов Орто-Токоя и рыбаков Иссык-Куля, горняков Кызыл-Кия и свекловодов Кеминской долины, ставшими впоследствии героями его работ. В 1955 году окончил Киргизский государственный заочный педагогический институт по специальности «история». С 1961 по 1963 работал литсотрудником в редакции журнала «Блокнот агитатора», после перешёл на творческую работу.
В 1992 году, после продолжительной болезни, Самохин скончался в Бишкеке.

## Творчество

### Основные работы

#### «Разведчица Клавдия Панчишкина» и «Мальчик из Сталинграда»

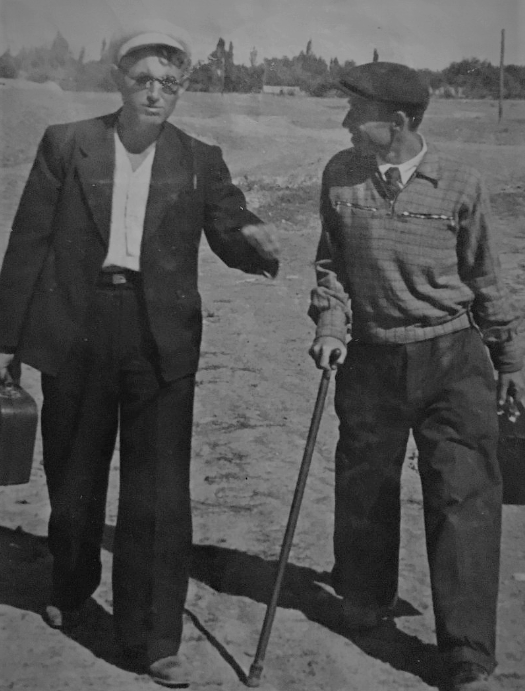
Фёдор Самохин (справа) и поэт Сергей Фиксин, 1950 год

Началом литературной деятельности Самохина считается 1944 год. В это время появились его первые произведения на страницах газеты «Колхозник Дона» — рассказы «На перекате», «Гармонь» и «Проводы». В 1951 году в сборнике «Комсомольцы и молодёжь в боях за Сталинград» был напечатан следующий рассказ писателя — «Разведчица Клавдия Панчишкина», о работе Нижне-Чирского подпольного райкома комсомола и подвиге партизанок Клавдии Панчишкиной и Тамары Артёмовой. В 1984 году переработанная версия рассказа вышла под названием «Партизаны» и напечатана в сборнике «Герои суровых лет», вышедший в издательстве «Мектеп». В том же году в журнале «Молодая гвардия» было напечатано его письмо-воспоминание о работе отряда, названное историком И. М. Кандауровым единственным сохранившимся архивным документом о работе отряда в сентябре 1942 года.    
После переезда во Фрунзе стал активно публиковаться в местных газетах и литературных журналах, и его творчество, как отмечали исследователи Камбаралы Ботояров и Раиса Момунбаева, в основном было сфокусировано на художественном изображении событий Великой Отечественной войны и отличившихся в ней участников. В число книг военной тематики писателя входит напечатанная в альманахе «Киргизстан» в 1951 году повесть «Мальчик из Сталинграда», повествующая о встрече в Киргизской и Казахской ССР эвакуированного населения из западных областей СССР в годы войны. Работа принесла Самохину премию республиканского литературного конкурса ЦК ЛКСМ и Союза писателей Киргизии, признано лучшим произведением для детей.  
Вместе с тем во всесоюзной и киргизской прессе появились критические заметки о повести. Так, в газетах «Советская Киргизия» и «Правда» повесть назвали «идейно порочной» и «художественно неполноценной». Авторы критической заметки отметили, что в «Мальчике из Сталинграда» Самохин обесценил работу советской власти по организационным вопросам — вместо «тёплого» приёма в «родной семье советских людей», писатель изобразил ситуацию, где эвакуированные оказались «предоставленными самим себе». Публикация работы, отметили в «Советской Киргизии», стала результатом общей ситуации в писательском сообществе республики, где атмосфера «зазнайства, самовосхваления, семейственности и нетерпимости к критике» привела к появлению «слабых в идейном и художественном отношении» произведений. В 1954 году повесть вышла отдельным изданием в Сталинградском книжном издательстве, однако более не печаталась (за исключением авторского сборника за 1988 год). Ситуация с критикой повести была также освещена в американском журнале «The Current Digest of the Soviet Press», выпускаемый в то время Американской ассоциацией содействия славянским исследованиям (AAASS). 

#### «Чолпонбай»
Военный пафос присутствует и в других работах писателя: «Дон — река партизанская», «Чолпонбай», «Родина, я вернусь!», «Три острова». По мнению К. Ботоярова и Р. Момунбаевой, на их фоне выделяется повесть «Чолпонбай», которая представляет собой документальное жизнеописание Героя Советского Союза Чолпонбая Тулебердиева. О выходе повести было сообщено в центральных журналах «Новый мир», «Москва» и в «Литературной газете», где приурочили выход книги ко 2-й Декаде киргизского искусства и литературы в Москве. Сюжет повести охватывает путь Чолпонбая от рядового школьника до фронтового героя, отразив не только этапы взросления, но и внутреннюю эволюцию ценностей. Чолпонбай с детства был трудолюбивым, добрым и честным. Он участвует в скачках, побеждает, но остаётся скромным и сосредоточенным на учёбе. Путь Чолпонбая проходит через испытания, встречи, разлуки и нравственные выборы. Когда начинается война, он добровольно уходит на фронт, хотя ему не исполнилось и восемнадцати. Там, пройдя боевую закалку, он раскрывает себя как бесстрашный и самоотверженный боец, чей будущий подвиг мотивирован, отмечал кандидат исторических наук В. И. Деев, семейной историей героя — автор намеренно упомянул смерть отца Чолпонбая, надорвавшегося на работе у баев, а также двух братьев, один из которых погибает от рук басмачей, второй — в битве под Москвой, вводит в повествование «духовного наставника» героя Туткуча, участника гражданской войны. Кульминацией повести становится подвиг Чолпонбая — он бросается на амбразуру дзота, чтобы спасти своих товарищей.
В ходе работы над повестью, отмечал Николай Имшенецкий, Самохин многократно отправлялся в командировку в Таласскую долину, встречался лично и вёл переписку с родственниками, близкими и сослуживцами, посещал место подвига Тулебердиева. Книга была выпущена в 1958 году в Киргизском государственном издательстве и одновременно в «Молодой гвардии», получив разноплановые оценки литературных критиков. В газете «Советская культура» повесть названа «украшающим» элементом «многоцветного ковра киргизской литературы», а Анатолий Сальников отметил, что в ней автор показал себя «зрелым мастером, умеющим создавать многогранные человеческие характеры». Т. Аскаров считал её удачным примером художественного произведения, в котором автору удалось передать живой образ героя без излишней идеализации. Особое внимание критик обратил на национальный колорит повести: от выбора лексики до композиционного построения. Аскаров отмечал, что язык героев Самохина наполнен традиционными оборотами, речевой сдержанностью, уважением к старшим. С самого начала Самохин описывает быт киргизского аула, являющийся не этнографическим антуражем, а пространством, где формируется личность Чолпонбая: глинобитные дома, празднование победы после скачек, трудовые будни на сенокосе в горах. Через детали — лепёшки и баранье мясо в дорожной сумке героя, упоминания элементов народной астрономии («солнце светило в это окно»), поэзия — Чолпонбай регулярно обращается к стихам Токтогула Сатылганова, воспринимая их как моральный и духовный ориентир: Самохин показал, как киргизская культура формирует в герое честность, стойкость, уважение к старшим и готовность к самопожертвованию. Через образ матери Сураке автор изобразил, по мнению Аскарова, «запоминающийся» образ киргизской женщины — сдержанной, сильной духом, молча принимающей судьбу. Также в повести затрагивается конфликт между традиционными обычаями и новыми моральными установками: например, когда Чолпонбай выступает против принудительного брака Гульнары, он защищает её право на свободу выбора, противостоя тем самым традиционному укладу.
Аскаров также отметил, что язык повести отличается естественностью: авторская речь и диалоги персонажей избегают шаблонных газетных фраз, а эмоциональная выразительность усиливается за счёт разнообразных художественных средств. О «живости» образа героя Самохина писал и Владимир Деев, который, проведя сравнительный анализ образов Чолпонбая в повести и одноимённом очерке Касымалы Джантошева, пришёл к выводу, что самохинский вариант лишён «былинности», чего не смог избежать Джантошев. Иного мнения придерживается филолог О. И. Трудакова (Военная академия ВКО им. Г. К. Жукова). Рассмотрев выбор Самохиным языковых средств для создания образа Чолпонбая, исследовательница пришла к выводу, что герой всё же идеализируется, что связано, по её мнению, с мировоззрением самого писателя. В этой связи Трудакова отмечает, что Самохин как писатель-фронтовик, воспринимал человека прежде всего как часть истории и коллектива, отсюда изображение Чолпонбая не отдельной личностью, а обобщённым образом идеального советского человека, ставящий интересы коллектива выше своих. 
В ходе разбора языковых уровней повести, Трудакова выявила ряд этому подтверждений — лексический уровень представлен аксиологически нагруженными словами, а в окружение имени героя вводятся семантические поля, маркирующие идеологические ценности того времени: родина, народ, долг, честь, память, бессмертие. Это, по мнению Трудаковой, обеспечивает перевод биографии исторической личности в плоскость коллективизма — Чолпонбай у писателя мыслится не как человек, а как «сын народа», чьё «Я» растворяется в «мы». Синтаксический уровень текста представлен восклицаниями, повторами, торжественными фразами. Слова не только эмоционально «подсвечивают» поступки героя, но и дисциплинируют читательское восприятие, задавая рамку интерпретирования: подвиг не обсуждается, а утверждается как единственно возможный исход.
Произведение оказалось востребованным в научной и литературной среде, получив, как отметили Г. Н. Хлыпенко и Ч. А. Джолбулакова, «широкую известность» в Киргизской ССР. Произведение использовалось учёными-историками в качестве источника о жизни и подвиге Чолпонбая Тулебердиева (С.К. Керимбаев, В. И. Деев), в газете «Кыргызстан маданияты» и Н. Имшенецким она называлась «доказательством» того, что первым совершил подобный подвиг Тулебердиев, а не Александр Матросов. По мнению доктора филологических наук, члена-корреспондента НАН КР Абдыкадыра Садыкова, повесть Самохина оказала влияние на сюжет одноимённой драмы Токтоболота Абдумомунова, который, в частности, использовал нарратив повести и дал персонажам схожие имена: в повести девушку Чолпонбая зовут Гульнара, в драме — Гульжар; мать в повести Суураке, в драме — Зуураке.
В 1967 году повесть была переработана в очерк, после чего опубликована в шестом номере журнала «Ала-Тоо» на киргизском языке, под названием «Герой из Таласа» (кирг. «Таластык баатыр»). Позже русская версия очерка «Кровью сердца» вошла в сборник «Молодые герои Великой Отечественной войны» (1970), вышедший в серии «ЖЗЛ», а также включена Давидом Ортенбергом в два издания своей антологии «Во имя Родины» (1968; 1982), вышедших в Политиздате.
В год выхода «Чолпонбая» Ф. Самохина приняли в Союз писателей СССР. Рекомендации на его вступление дали Ш. Бейшеналиев, Н. Чекменёв и Н. Удалов, с которых не последовало единого мнения на счёт недавно вышедшей книги: в то время как Бейшеналиев назвал её «полноценной», а Чекменёв «свидетельством о несомненном творческом росте» писателя, то Удалов, не отрицая её «успешность», выразил надежду на дальнейшую работу Самохина над языком для будущих произведений. Положительные оценки повести (Т. Аскаров, Н. Иванов) к 60-м годам сменялись на более прохладные реакции (А. Рогов). Неоднородность приёма критиками «Чолпонбая» объясняется в диссертационном исследовании филолога А. А. Алымкулова политической обстановкой — хрущёвской оттепелью. Этот период принёс в советскую литературу относительную свободу: критика культа личности И. В. Сталина, внимание к частной жизни человека, попытки показать действительность без излишней лакировки.

#### Начало и конец 60-х: «оттепель»

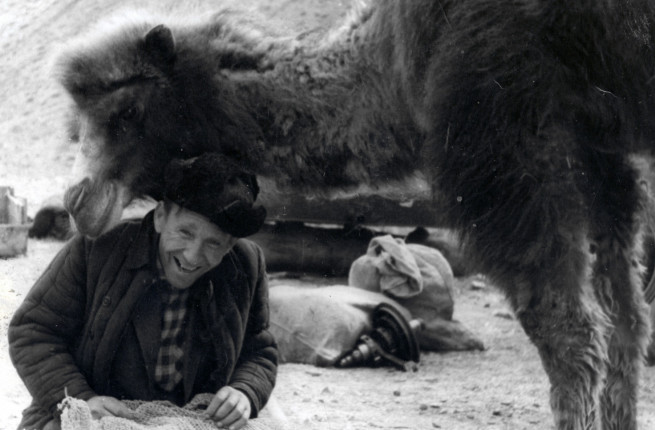
В 1960 году

В «оттепель» Ф. Самохин отошёл от создания произведений с военным пафосом, начал работать над повестями «Дом моего отца» (1963) и «Чуйские разливы» (1968), основанных на местном материале. Первая рассказывает о судьбе Темирбека, потерявшего родителей в войну — сирота всё это время жил в Москве, в семье ткачихи. Повзрослев, он случайно находит своего деда — чабана из Киргизии — и возвращается на родину, чтобы продолжить дело отца, погибшего фронтовика. По мере развития сюжета Темирбек становится секретарём райкома комсомола, и, двигаясь дальше по карьерной лестнице, сталкивается с бюрократией, несправедливостью и моральными испытаниями, что не мешает ему вести борьбу за прогрессивные переменены. Но если в «Доме моего отца» рассказывается о молодом комсомольце с большими надеждами и «чистым» в политическом смысле прошлым, то вторая — «Чуйские разливы» — о жертве сталинских репрессий. В ней инженер-механизатор Михаил Назаров после ссылки возвращается к привычной жизни — сначала он секретарь парткома, затем — председатель колхоза. Проблема с засухой Чуйской долины затрудняется на фоне отголосок различных решений — орошение земли приводит к её заболачиванию, последствия чего скрывается его зампредседателя, «приписчиком» Болотовым и усугубляется бездействием со стороны партийцев на руководящих постах.
Первая из «оттепельных» книг Самохина — «Дом моего отца» — получила положительную оценку у председателя Верховного Совета Киргизской ССР Абдыкаира Казакбаева, назвавший работу «свидетельством роста киргизской литературы». В то же время повесть была раскритикована филологом Г. Н. Хлыпенко за «схематичность» в изображении героев и событий, манеру писателя «нагромождать одну образную нелепость на другую», как это было, отмечал филолог, и в повести «Чолпонбай». Вместе с тем критик признал за писателем и ряд «творческих удач», среди которых он назвал умение автора индивидуализировать характеры персонажей через принадлежащие им вещи. Из «запоминающихся» и «живых» персонажей Хлыпенко назвал Ахметова, «неуёмного парня» Игнашу Новикова, «сердитого хозяина» тракторной бригады Ивана Волкова и Саякбаева, способный ради собственной выгоды пойти на преступление. В остальных случаях герои Самохина, считал филолог, решают проблемы через формулу «veni, vidi, vici». По его мнению, Самохин показал себя незрелым писателем, но «имеющем право на признание тех, пусть и немногих, творческих удач, отрицать которые было бы несправедливо».
За «схематичность» Самохин был раскритикован и после издания «Чуйских разливов». Литературовед Е. Л. Цейтлин посчитал нарратив произведения предсказуемым, а персонажей — нераскрытыми: по его мнению, автор подменил их психологическую проработку шаблонными мыслями и действиями. Находя в работе и удачные моменты (например, образ агронома Приходько, держащий в красном углу своего дома портрет академика Вильямса), Цейтлин посчитал этого недостаточным, чтобы считать повесть «произведением искусства»; о не разработанности повести писала и филолог Р. С. Шамурзина, вместе с тем отметившая важность поднятой писателем темы «о современном киргизском селе». В журнале «Литературном Киргизстане» отнесли «Чуйские разливы» к «обогащающему и углубляющему» элементу для развития жанра повести в киргизской литературе.

#### 70-е. Возврат к баталистике
В 70-е писатель снова обратился к баталистике — в журнале «Литературный Киргизстан» (1970; №2) был напечатан его рассказ «Три острова». Молодые рыбаки встречают на островке, омываемом руслами Чу, — хромого старика. Долгое время они наблюдают, как он обходит сушу, внимательно исследуя её. Поздно вечером старик возвращается и признаётся, что остерегается этих мест: он рассказывает две истории, объясняющие, почему. В первой события разворачиваются в 30-е годы, во время распространения товариществ по совместной обработке земли. Иван Николаевич, тогда молодой комсомолец, был послан выискивать у кулаков зерно. В поисках ему помог местный пастух, который загадками раскрывал местоположение «клада». Выйдя на след, он переходит местную реку вброд, и находит спрятанное зерно — в ту же секунду раздаётся взрыв, после которого Ивана захлёстывает ледяной бурлящий вал воды. Вторая история старика описывает случай, произошедший с ним в дни ноябрьского наступления с берегов Волги — танк командира экипажа Ивана Николаевича оказывается в крошеве льда на «снежном острове». Несколько часов они отбиваются от немецких танков и освобождают свою машину с окружения. С концом рассказа кавалер ордена Красного Знамени «...пошёл прочь, тяжело переваливаясь с ноги на ногу. Человек покидал свой третий остров». В новой редакции рассказ вошёл в авторский сборник «Повести и рассказы» (1988), сопровождённый иллюстрациями киргизского и израильского художника Геннадия Куценко; в аннотации издательства рассказ отнесли в число лучших работ Самохина.
Заключительной крупной работой писателя стала повесть «Родина, я вернусь!», о побеге похищенных нацистами детей из Германии. Действие повести разворачивается в 1940-е годы, на фоне приближающейся победы Советского Союза. Главные герои — подростки Эсен Осмонов и Микола Данильченко — оказываются в железнодорожной школе Морицбурга – учреждении, где из курсантов готовят агентов нацистской Германии: они подвергаются идеологической обработке, но часто вспоминают о прежней жизни и предпринимают попытки сбежать, устраивают бунты. Немецкий унтер-офицер Ханс Кох, уроженец Литвы и учитель немецкого языка, вынужденный служить режиму (после прихода Советской власти в Литву, Кох предпринял попытку сбежать из страны и вскоре, после ряда обстоятельств, оказывается в Германии), но внутренне отвергающий его идеологию, помогает подросткам разработать план побега, многократно спасает их от смерти. С приближением Советской армии школа распускается, а детей передают британской разведке. Несмотря на то, что советские агенты помогли сбежать детям, некоторые из них, в том числе Эсен Осмонов, оказываются вывезенными в Великобританию. В Лондоне главный герой находит помощь от местных жителей, благодаря чему спасается от расправы, а после связывается с советским посольством. Повесть была издана издательством «Кыргызстан» тиражом пятнадцать тысяч экземпляров. Произведение не получило большого внимания со стороны читателей и критиков — о ней высказался только литературовед Тендик Аскаров, отметивший «определённую успешность» повести и вклад тем самым писателя в разработку военной тематики в киргизской литературе.

## Критическое восприятие. Память
С приходом в литературное пространство Киргизской ССР, «писателя донских просторов» (так впоследствии назвали Самохина  в «Литературной газете»), встретили благоприятно — Шукурбек Бейшеналиев назвал писателя «одарённым автором художественных произведений <...> кропотливо, с любовью занимающегося литературным трудом». Прозаик Николай Удалов считал, что несмотря на недостатки работ Самохина, они имеют «определённые художественные достоинства», помогают «узнавать какие-то стороны нашей жизни» и, как позже отметил Сооронбай Джусуев, заставляющие читателей ценить мирную жизнь. Прозаик и драматург Михаил Аксаков отмечал постоянный творческий поиск Фёдора Ивановича, его стремление находить различные художественные решения. Николай Чекменёв в свою очередь обратил внимание на влияние работы писателя в прессе, которая, по мнению Николаю Симоновича, «приучило» Самохина использовать в своих текстах «простой, ясный и краткий слог, к вдумчивой работе над языком».
Творчество Фёдора Самохина занимает значимое место в литературе Кыргызстана как одого из ключевых представителей русскоязычного сегмента киргизской литературы, объединяющий традиции военной и деревенской прозы. Его произведения высоко оценивались как в советский период, так и в постсоветское время, однако акценты в интерпретации наследия писателя со временем сместились. В позднесоветской критике образ Самохина складывался как писателя, чувствующего эпоху, способного создавать психологически достоверных героев. Так, Александр Иванов в предисловии к авторскому сборнику Самохина «Избранное» (1978) подчёркивал, что герои писателя нередко совершают на первый взгляд противоречивые поступки, но в ходе сюжета становятся понятны и оправданы — «на них можно положиться, они не подведут». По мнению Иванова, автор «тонко и ненавязчиво» изображает советское общество военного времени, а сам сборник он называл «очередной вершиной» писателя. В свою очередь, филолог А. В. Жирков считал, что основная установка Самохина — создание «правдивого, эстетически убедительного образа героя нашего времени», наделённого интернационализмом и «любовью к своей стране». В энциклопедии «Фрунзе», изданной АН Киргизской ССР, Абдыганы Эркебаев отнёс Самохина к числу русских писателей, сыгравших «заметную роль» в литературной жизни республики. Литературовед Владислав Владимиров характеризовал прозу Самохина как «творчески переосмысленный, конкретно-актуальный материал», а Тендик Аскаров в журнале «Дружба народов» назвал его произведения «жизненно убедительными и волнующими», что было поддержано и Анатолием Сальниковым, который также говорил о «взволнованности и убедительности» произведений Самохина: «Основное достоинство повестей и рассказов Ф. Самохина — правда жизни, о которой он умеет сказать взволнованно и убедительно, заставляя сразу поверить в неё своих читателей». В 1974 году в журнале «Литературный Кыргызстан» также был отмечен вклад писателя в развитие художественной культуры киргизского народа, а Тендик Аскаров, как председатель Союза писателей Киргизии, подчеркнул его устойчивое и органичное присутствие в литературном процессе республики.
В XXI столетии творчество Самохина продолжает интересовать исследователей литературы. Так, филологи Г. Н. Хлыпенко, Р. Д. Булатова и Ч. А. Джолбулакова определили роль Самохина как одного из основателей военной и деревенской прозы в Кыргызстане. Георгий Хлыпенко относит писателя к тем, кто создал «художественный мир» русской литературы в республике, ставший частью духовной культуры этнических славян Кыргызстана. Алмазбек Алымкулов в своей диссертации относит писателя к представителям реализма и подчёркивает, что его батальные произведения внесли «большой вклад» в развитие этого жанра — того же мнения придерживается и литературовед Памирбек Казыбаев, отметивший его «большую проделанную работу» в изображении подвига народа советской Киргизии в Великой Отечественной войне, выделив повесть «Чолпонбай», которую назвал «самым большим достижением» в творчестве писателя. Вместе с тем Алымкулов отметил «многогранное, сложное и противоречивое» изображение Самохиным героизма советских людей в годы войны, их схожесть в этом плане с образами, воссозданными Михаилом Шолоховым, Александром Беком, Василием Гроссманом и другими.
Однако некоторые исследователи предлагают более критическую интерпретацию. Так, филолог Папан Дуйшонбаев определяет Самохина как автора «календарной прозы» — то есть писателя, темы которого были тесно связаны с актуальной политической и общественной повесткой дня. По мнению Дуйшонбаева, его произведения содержат типичные образы рабочих, крестьян и интеллигенции, отражают процессы коллективизации, индустриализации, освоения целины, что делает его работы творчески схожими с произведениями Саткына Сасыкбаева, Насирдина Байтемирова, Сагындыком Омурбаевым, Шабданбаем Абдырамановым и другими. Несмотря на такую идеологическую направленность, доцент кафедры теории и истории русской и зарубежной литературы КНУ им. Ж. Баласагына Д. Т. Буржубаева считает, что Самохин входит в число «талантливых» представителей русской литературы Кыргызстана, стремившихся показать многогранность жизни людей республики.
В 2021 году в Национальной библиотеке Кыргызской Республики прошла выставка творчества писателя, носившая название «Сказать людям правду!».

## Работа переводчиком
По мнению кандидата филологических наук, старшего научного сотрудника Института языка и литературы АН Киргизской ССР Шаршенбека Уметалиева и филолога Д. Т. Буржубаевой, Самохин также внёс «большой вклад» в киргизскую литературу посредством своей работы над переводами на русский язык произведений киргизских авторов. С киргизского на русский писатель перевёл статьи Касымалы Баялинова «Незабываемое» и Джоомарта Боконбаева «Великий писатель пролетариата», рассказывающие о встрече киргизских писателей с Максимом Горьким в дни работы Первого Всесоюзного съезда писателей СССР — переводы были включены Асанбеком Стамовым в сборник «Думы о Горьком» (1968) от издательства «Кыргызстан». Совместно с А. Токсобаевым Самохин сделал подстрочный перевод книги Кубанычбека Маликова «Голос со скалы», который был сдан на хранение (по данным 1972 года) в архив Союза писателей Киргизии. Ф. Самохин также принимал участие в переводе и издании сборника произведений киргизских писателей-фронтовиков «Звени, комуз!» (1985), вышедший в издательстве «Мектеп».

### Отдельные издания
- Самохин Ф. Мальчик из Сталинграда : повесть / Под ред. В. А. Кимберга; ил. В. М. Алексеева. — Сталинград: Сталинградское книжное издательство, 1954. — 82 с. — 15 000 экз.
- Самохин Ф. Чолпонбай : повесть / Под ред. С. М. Жажиева; Оформл. А. С. Осташёва. — Фрунзе: Киргизгосиздат, 1958. — 191 с. — 12 000 экз.
- Самохин Ф. Чолпонбай : повесть / Под ред. М. Даниловой; Оформл. М. З. Рудакова. — М.: Молодая гвардия, 1958. — 112 с. — 50 000 экз.
- Самохин Ф. Дом моего отца : повесть / Под ред. А. Ф. Леднёва; Худож. В. Попов. — Фрунзе: Киргизгосиздат, 1963. — 179 с. — 24 000 экз.
- Самохин Ф. Герой из Таласа : рассказы. — М.: Политиздат, 1966. — 46 с.
- Самохин Ф. Чуйские разливы : повесть / Под ред. А. Ф. Леднёва; Худож. В. А. Максимов. — Фрунзе: Кыргызстан, 1968. — 188 с. — 24 000 экз.
- Самохин Ф. Родина, я вернусь! : повесть / Под ред. Е. В. Бахарёвой. — Фрунзе: Кыргызстан, 1975. — 166 с. — 15 000 экз.
- Самохин Ф. Избранное / Под ред. [и с предисл.] А. И. Иванова. — Фрунзе: Кыргызстан, 1978. — 252 с. — 15 000 экз.
- Самохин  Ф. Чолпонбай : повесть [для ср. и ст. шк. возраста] / Под ред. П. Г. Леденёва, Н. М. Болдырева; Худож. А. Осташёв; Рецензент: Р. Г. Деева. — (2-е изд.). — Фрунзе: Мектеп, 1982. — 125 с. — 12 000 экз.
- Самохин Ф. Повести и рассказы / Под ред. Р. В. Горбачёвой; Худож. Г. Куценко; Рецензент: А. С. Кацев. — Фрунзе: Кыргызстан, 1988. — 200 с. — 12 000 экз. — ISBN 5-655-00113-6.

### В составе сборников
- Самохин Ф., Алексеев П., Русскова Ф. Разведчица Клавдия Панчишкина // Комсомольцы и молодёжь в боях за Сталинград. — Сталинград: Сталинградское книжное издательство, 1951. — С. 89—112.
- Самохин Ф. Бросок (Отрывок из повести «Чолпонбай») // Страницы славных лет : Рассказы и очерки о Советском Киргизстане и его людях / Под ред. С. М. Жажиева. — Фрунзе: Кыргызстан, 1966. — С. 123—134. — 50 000 экз.
- Самохин Ф. Кровью сердца // Герои суровых лет. — Фрунзе: Кыргызстан, 1968. — 150 000 экз.
- Самохин Ф. Кровью сердца // Во имя Родины / Под ред. Л. Филатовой; Сост. Д. И. Ортенберг. — М.: Политиздат, 1968. — С. 213—229. — 100 000 экз.
- Самохин Ф. Кровью сердца // Молодые герои Великой Отечественной войны / Под ред. А. Ефимова; Сост. В. С. Быков. — М.: Молодая гвардия, 1970. — (Жизнь замечательных людей. Серия биографий). — 50 000 экз.
- Самохин Ф. Кровью сердца // Герои суровых лет. — (2-е изд.). — Фрунзе: Кыргызстан, 1975. — 100 000 экз.
- Самохин Ф. Кровью сердца // Во имя Родины / Под ред. Д. И. Жеребкиной; Сост. Д. И. Ортенберг. — (2-е изд.). — М.: Политиздат, 1982. — С. 151—161. — 200 000 экз.
- Самохин Ф. Три острова // С пером и автоматом. — Фрунзе: Мектеп, 1975. — 178 с. — 30 000 экз.
- Самохин Ф. Партизаны // Герои суровых лет / Сост. П. Леденев. — Фрунзе: Мектеп, 1984. — 128 с. — 12 000 экз.
- Самохин Ф. Чолпонбай (Отрывок из одноимённой повести) // Звени, комуз! [для ср. и ст. шк. возраста] / Под ред. Л. В. Павленко; Сост. Х. Я. Мустафаев; Авт. вступ. ст. Е. К. Озмитель. — Фрунзе: Мектеп, 1985. — С. 102—173. — 8000 экз.
- Самохин Ф. Таластык баатыр // Чолпонбай: Көз ирмемдеги өмүр : Даректүү баян (киргиз.) / Авт.-сост. Ч. Т. Субакожоева; Под ред. Т. Токтогазиева. — Бишкек: Из-Басма, 2007. — С. 192—219. — (Эрдикке таазим. Сериал). — ISBN 978-9967-24-452-8.
- Самохин Ф. Чолпонбай // Подвиг его бессмертен... : Сборник документов и материалов / Под ред. О. К. Ахмедова; Сост.: Т. Д. Доценко, Д. Э. Исакунова, Е. А. Романова; Центральный гос. архив КР. — Бишкек: Улуу тоолор, 2014. — С. 95—97. — 1000 экз. — ISBN 978-9967-13-968-8.

### Журнальные публикации
- Самохин Ф. Мальчик из Сталинграда : повесть // Киргизстан : альманах. — 1951. — Кн. 12. — С. 50—78.
- Самохин Ф. Где сливаются реки : рассказ // Литературный Киргизстан : журнал. — 1956. — № 5. — С. 49—55.
- Самохин Ф. Эр жүрөгү (Повесттен үзүндү) (киргиз.) // Жаш ленинчи : журнал. — 1958. — Ном. 2. — Б. 4—6.
- Самохин Ф. Тоң таңы (Очерк. Тоң району, Карл Маркс колхозу) (киргиз.) // Жаш ленинчи : журнал. — 1960. — Ном. 7. — Б. 5—7.
- Самохин Ф. Дом моего отца : повесть [напеч. с сокр.] // Литературный Киргизстан : журнал. — 1961. — № 1. — С. 30—61.
- Самохин Ф. Дом моего отца : повесть [напеч. с сокр.] // Литературный Киргизстан : журнал. — 1961. — № 2. — С. 23—39.
- Самохин Ф. Таластык баатыр (киргиз.) // Ала-Тоо : журнал. — 1967. — Ном. 6. — Б. 118—138.
- Самохин Ф. Три острова : рассказ // Литературный Киргизстан : журнал. — 1970. — № 2. — С. 68—77.
- Самохин Ф. Мальчик и волк : рассказ // Литературный Киргизстан : журнал. — 1978. — № 6. — С. 42—50.

## Награды
- Премия литературного конкурса ЦК ЛКСМ и Союза писателей Киргизии за лучшее произведение для детей (1951)[20];
- Медаль «Партизану Отечественной войны»[69];
- Медаль «За оборону Сталинграда»[14];
- Медаль «За доблестный труд. В ознаменование 100-летия со дня рождения Владимира Ильича Ленина»[14];
- Три Почётные грамоты Президиума Верховного Совета Киргизской ССР[70].